# Edward Zienkiewicz
Edward Zienkiewicz (ur. 16 kwietnia?/28 kwietnia 1879 w Witebsku, zm. 1963 w Warszawie) – polski inżynier komunikacji.

## Życiorys

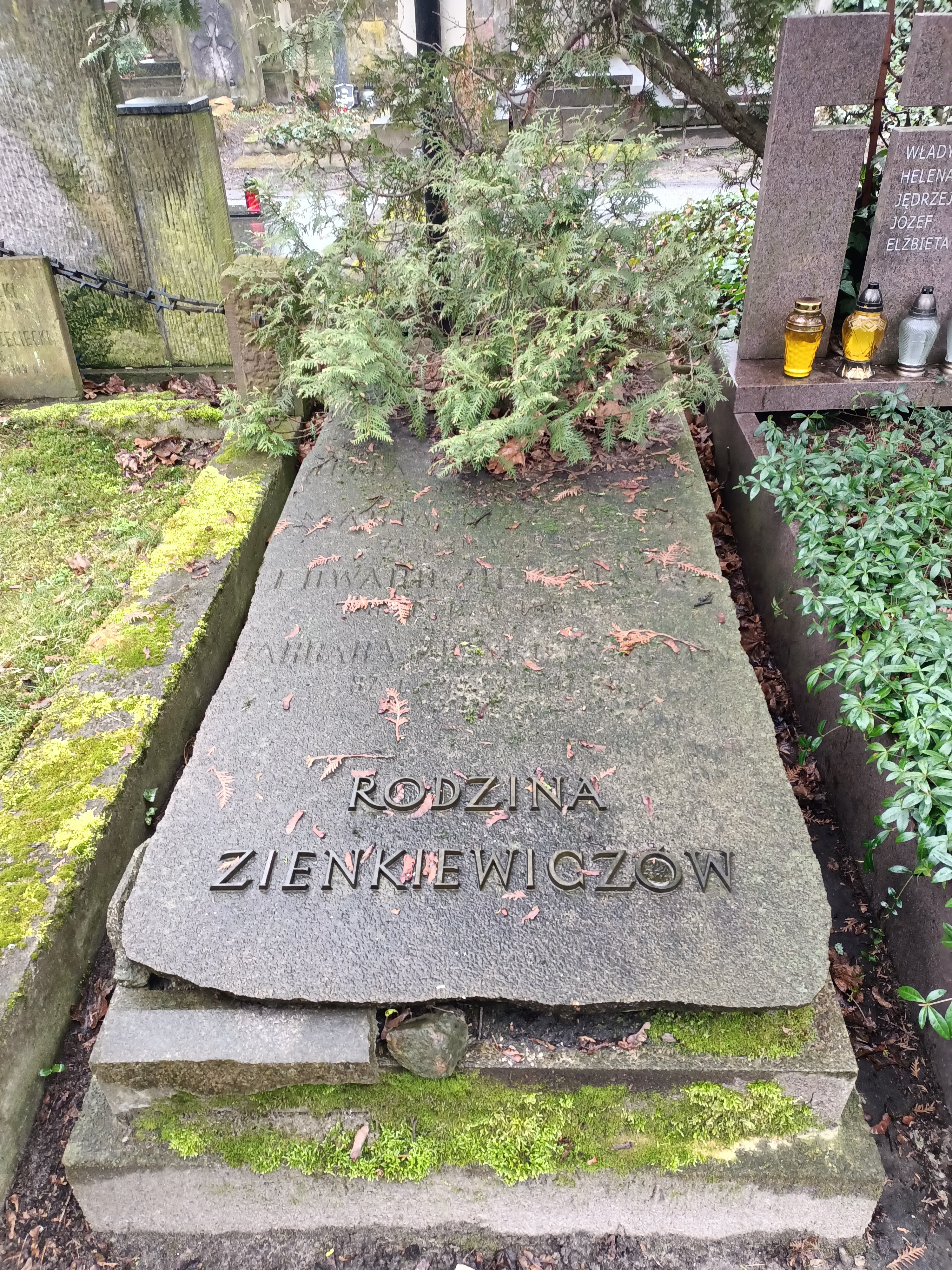
Grób Edwarda Zienkiewicza na Cmentarzu Powązkowskim.

Ukończył gimnazjum w Witebsku oraz Instytut Inżynierów Komunikacji w Petersburgu (1904).
W odrodzonej Polsce wicedyrektor (1918–1928), a potem dyrektor (1929–1939) okręgu PKP w Warszawie. Prezes honorowy okręgu Ligi Obrony Powietrznej i Przeciwgazowej w stolicy. Prezes stałego komitetu zjazdów inżynierów kolejowych oraz w latach 1935–1939 członek rady naczelnej Społecznego Zrzeszenia Inżynierów Kolejowych. Członek Towarzystwa Polsko-Estońskiego (1929–1939). Politycznie od 1926 związany z sanacją.
Ogłosił artykuły fachowe w „Inżynierze Kolejowym” oraz broszurę „Pierwsza znajomość języka estońskiego i węgierskiego”. Po drugiej wojnie światowej autor artykułów w „Przeglądzie Komunikacyjnym” (1945–1946).
Pochowany wraz z żoną w grobowcu rodzinnym na Cmentarzu Powązkowskim w Warszawie (kwatera 106, rząd 5, miejsce 19).

### Odznaczony
- Order Polonia Restituta kl. 4[1]
- Złoty Krzyż Zasługi[1]
- Medal Dziesięciolecia Odzyskanej Niepodległości[1]
- Order Gwiazdy Rumunii kl. 3[1]
- Order Krzyża Orła kl. 3[1]

## Życie prywatne
Syn Jana i Tekli z Bouffałów. Od 1918 mąż Barbary z Mazewskich.